# Thierry Acot-Mirande
Thierry Acot-Mirande,  né en 1960 à Paris, est un critique, poète et écrivain de science-fiction français.
Critique de cinéma pour l'agence « Projets/Programmes » dans les années 1980, Thierry Acot-Mirande a également collaboré au fanzine Le Cinématographe dans le boudoir. Il voue une forte passion à l'ésotérisme, qui lui a été communiquée par l'écrivain André Dalmas. 
Il est par ailleurs auteur de plusieurs nouvelles fantastiques, d'articles, de romans et de poèmes, publiés chez divers éditeurs. Son titre le plus connu est le recueil Temps gelé.
Sa nouvelle Spyder a été porté à l'écran en 2009 par Ishibashi Kiyomi et est programmé pour  le Festival international du film de Rotterdam 2014

## Œuvres

### Romans
- La Vie d'un autre, Éditions ODIN, Paris, 2001
- Anasandra, Éditions Akimbo, Paris, 2003.

### Poésie
- Ceux qui blessent, Éditions Akimbo, Paris, 2002.

### Recueil de nouvelles
- Temps gelé, Monsieur Toussaint Louverture, Toulouse, 2009  (ISBN 978-2952208192)[2],[3],[4].

### Nouvelles
- Montagnes russes, dans Le Sang des écrivains, Alain Pozzuoli dir., Les Belles Lettres, Paris, 2004.
- Spyder, dans Numerista, Monsieur Toussaint Louverture, Toulouse, 2004.
- Interview, dans Tatouages, Alain Pozzuoli dir., Les Belles Lettres, Paris, 2005.
- Granta dans Collectif: Tu dis ça parce que tu m'aimes M. Toussaint Louverture, 1 jan. 2011 [5]

### Autres
- L'influence des sociétés secrètes sur la littérature fantastique du XIXe et XXe siècle (article, avec Alain Pozzuoli), in Sociétés secrètes, Éditions de l'Oxymore (coll. Emblèmes no 10), Montpellier, 2003.
- Dictionnaire intergalactique des extraterrestres dans la culture populaire contemporaine, (avec préface de Alain Pozzuoli), Éditions Scali, 2007.
- L'enfer du cinéma: dictionnaire des films cultes et maudits, avec Alain Pozzuoli, Éditions Scali, 2007.